# Ni (kana)
En l'escriptura japonesa, els caràcters に (hiragana) i ニ (katakana) són dues mores o kanes que ocupen la 22a posició en el sistema modern d'ordenació alfabètica gojūon (五十音), entre な i ぬ; i el quart en el poema iroha, entre は i ほ. En la taula a la dreta, que segueix l'ordre gojūon (per columnes, i de dreta a esquerra), es troba en la cinquena columna (な行, «columna NA») i la segona fila (い段, «fila I»).
El caràcter に prové del kanji 仁, mentre que ニ prové de 二.

## Romanització
Segons els sistemes de romanització Hepburn modificat, Kunrei-shiki i Nihon-shiki, に, ニ es romanitzen com a «ni», encara que la pronúncia és palatalitzada /ɲi/ i, per tant, més semblant al català «nyi».

## Escriptura
|  | El caràcter に s'escriu amb tres glifs: 1. Traç vertical de dalt avall i lleugerament corb que s'acaba torçant cap amunt. 2. Traç horitzontal. 3. Traç horitzontal sota del primer. Els dos últims traços s'escriuen igual que el caràcter hiragana こ. |
|  | El caràcter ニ s'escriu amb dos glifs: 1. Traç horitzontal. 2. Traç horitzontal a sota del primer. |

## Altres escriptures
| に / ニ en braille japonés   | に / ニ en braille japonés                                 | N + Yōon braille                                         | N + Yōon braille                                                                       | N + Yōon braille                                          | N + Yōon braille                                                                        | N + Yōon braille                                          | N + Yōon braille                                                                        |
| ---------------------------- | ---------------------------------------------------------- | -------------------------------------------------------- | -------------------------------------------------------------------------------------- | --------------------------------------------------------- | --------------------------------------------------------------------------------------- | --------------------------------------------------------- | --------------------------------------------------------------------------------------- |
| に / ニ ni                   | にい / ニー nī                                             | にゃ / ニャ nya                                          | にゃあ / ニャー nyā                                                                    | にゅ / ニュ nyu                                           | にゅう / ニュー nyū                                                                     | にょ / ニョ nyo                                           | にょう / ニョー nyō                                                                     |
| ⠇ (braille pattern dots-123) | ⠇ (braille pattern dots-123) · ⠒ (braille pattern dots-25) | ⠈ (braille pattern dots-4) · ⠅ (braille pattern dots-13) | ⠈ (braille pattern dots-4) · ⠅ (braille pattern dots-13) · ⠒ (braille pattern dots-25) | ⠈ (braille pattern dots-4) · ⠍ (braille pattern dots-134) | ⠈ (braille pattern dots-4) · ⠍ (braille pattern dots-134) · ⠒ (braille pattern dots-25) | ⠈ (braille pattern dots-4) · ⠎ (braille pattern dots-234) | ⠈ (braille pattern dots-4) · ⠎ (braille pattern dots-234) · ⠒ (braille pattern dots-25) |

- Alfabet fonètic: 「日本のニ」 ("el ni de Nihon", on Nihon significa Japó)
- Codi Morse: －・－・[6]